# Elmar Zeitler
Elmar Zeitler (Wurzburgo, Alemania, 12 de marzo de 1927-Berlín, 19 de diciembre de 2020) fue un físico alemán cuyas actividades científicas se centran en la aplicación de la microscopía electrónica.
Después de su servicio militar en la Luftwaffe y del cautiverio de guerra estadounidense Zeitler realizó sus estudios de física en la Universidad de Wurzburgo. Su disertación 1953 "Estudios sobre la radiación secundaria dura de los rayos cósmicos" fue supervisada por Helmuth Kulenkampff. Después de cuatro años (1954-1958) en la industria química (Bayer Leverkusen), ha pasado una estancia de investigación en el año 1958 en el Instituto Medicinal Nobel para la Biología Celular del Instituto Karolinska en Estocolmo. Aquí entraba en contacto con los aspectos cuantitativos de la microscopía electrónica, peculiarmente con la determinación de las masas moleculares por medio del microscopio electrónico. Seguidamente alcanzó su habilitación en la Universidad de Wurzburgo, como Privatdozent (Catedrático auxiliar) celebró su primera lección "la física para los estudiantes de medicina". La microscopía electrónica cuantitativa fue también el tema principal de su investigación, que continuó en Washington, en el Departamento de Biofísica del Hospital Militar Walter Reed. Junto con G. Bahr organizó en 1964 en Washington D. C. un simposio sobre "Microscopía Electrónica Quantitativa", que contribuyó de manera significativa a la creación de esta línea de investigación. En 1968 aceptó el nombramiento como profesor en la Universidad de Chicago, Departamento de Física y de la Biofísica. En 1977 fue nombrado miembro científico de la Sociedad Max Planck y llegó a ser director en el Instituto Fritz Haber siguiendo al Ernst Ruska. Permaneció jefe del Departamento de Microscopía Electrónica hasta su jubilación en 1995. En el Instituto Fritz Haber, promovió en particular las actividades de sus colaboradores científicos en las áreas de microscopía electrónica cuantitativa (M. van Heel), criomicroscopía electrónica con una lente superconductora (F. Zemlin), microscopía de emisión fotoelectrónica (W. Engel) y espectroscopia electrónica de pérdidas de energía (D. Krahl).
También fue profesor honorario de la Universidad Técnica de Berlín, 1975 editor fundador de la revista Ultramicroscopy en North-Holland (Elsevier), y miembro honorario de numerosas organizaciones internacionales para la microscopía electrónica. 1982-1984 se desempeñó como presidente de la Sociedad Alemana de Microscopía Electrónica y 1990-1994 como presidente de la Federación Internacional de Sociedades de Microscopía Electrónica (IFSEM). Fue galardonado con el título honorífico Distiguished Scientist (Científico Distinguido) de la Sociedad de Microscopía Electrónica de América (EMSA) en 1989.
Zeitler es autor o coautor de cerca de 200 publicaciones científicas.